# J.League Cup 2006
Der J.League Cup 2006, offiziell aufgrund eines Sponsorenvertrages mit dem Gebäckhersteller Yamazaki Nabisco nach einer Marke desselben 2006 J.League Yamazaki Nabisco Cup genannt, war die vierzehnte Ausgabe des J.League Cup, des höchsten Fußball-Ligapokal-Wettbewerbs in Japan.

## Spieler
| Verein               | Spieler |
| -------------------- | --- |
| Kashima Antlers      | Hideaki Ozawa (8/0), Daiki Iwamasa (11/1), Gō Ōiwa (7/0), Yasuto Honda (3/1), Tōru Araiba (11/0), Mitsuo Ogasawara (2/1), Alex Mineiro (9/5), Masashi Motoyama (7/0), Masaki Fukai (11/1), Atsushi Yanagisawa (3/1), Kenji Haneda (5/0), Fernando (3/1), Da Silva (1/0), Tatsuya Ishikawa (1/0), Fabio Santos (3/0), Yūzō Tashiro (8/2), Atsuto Uchida (10/0), Hitoshi Sogahata (3/0), Masaki Chūgo (6/0), Shinzō Kōroki (10/0), Takeshi Aoki (6/0), Takuya Nozawa (11/1), Chikashi Masuda (11/2), Kōhei Tanaka (1/0), Keita Gotō (1/0)                                                    |
| Urawa Reds           | Norihiro Yamagishi (6/0), Keisuke Tsuboi (1/0), Hajime Hosogai (6/0), Marcus Tulio Tanaka (7/1), Nobuhisa Yamada (7/1), Tomoyuki Sakai (5/1), Yūichirō Nagai (6/2), Ponte (3/0), Teruaki Kurobe (4/0), Keita Suzuki (6/0), Tadaaki Hirakawa (8/1), Takahito Sōma (7/1), Makoto Hasebe (6/0), Shinji Ono (1/1), Hideki Uchidate (8/0), Satoshi Horinouchi (8/1), Washington (6/9), Ryōta Tsuzuki (1/0), Takafumi Akahoshi (4/0), Takuya Yokoyama (1/0), Nobuhiro Katō (1/0), Masayuki Okano (6/0), Escudero (3/1)                                                                           |
| Omiya Ardija         | Tomoyasu Andō (1/0), Seiichirō Okuno (1/0), Kazuyoshi Mikami (2/0), Toninho (5/1), Daisuke Tomita (5/0), Naoya Saeki (2/0), Daigo Kobayashi (5/1), Kōta Yoshihara (1/0), Martinez (1/0), Chikara Fujimoto (5/0), Yasunari Hiraoka (1/0), Hiroshi Morita (6/3), Masato Saitō (3/0), Tatsunori Hisanaga (4/0), Yukio Tsuchiya (4/1), Takurō Nishimura (4/0), Yōsuke Kataoka (4/0), Hiroki Aratani (4/0), Kōji Ezumi (1/0), Yasuhiro Hato (4/0), Hayato Hashimoto (2/0), Manabu Wakabayashi (5/0), Naoto Sakurai (5/0), Yoshiyuki Kobayashi (5/0), Gral (4/3)                                 |
| JEF United Chiba     | Tomonori Tateishi (1/0), Masataka Sakamoto (11/3), Daisuke Saitō (9/0), Hiroki Mizumoto (11/0), Stoyanov (10/0), Yūki Abe (8/2), Yūto Satō (10/2), Kōki Mizuno (9/2), Krupnikovic (10/0), Haas (8/5), Yūichi Yōda (6/0), Kōji Nakajima (7/1), Satoru Yamagishi (10/5), Ryō Kushino (8/0), Seiichirō Maki (5/3), Kōhei Kudō (6/0), Naotake Hanyū (9/2), Takashi Rakuyama (8/0), Kōzō Yūki (3/0), Masahiro Okamoto (2/0) |
| FC Tokyo             | Yōichi Doi (2/0), Teruyuki Moniwa (4/0), Jean (6/0), Tatsuya Masushima (3/0), Yasuyuki Konno (6/0), Ryūji Fujiyama (1/0), Lucas (5/0), Yoshirō Abe (4/0), Mitsuhiro Toda (3/0), Yūta Baba (1/0), Norio Suzuki (5/0), Masashi Miyazawa (2/0), Jō Kanazawa (2/0), Masahiko Inoha (5/0), Nobuo Kawaguchi (6/0), Sasa Salcedo (4/0), Hitoshi Shiota (4/0), Yōhei Kajiyama (5/1), Shingo Akamine (3/0), Yūhei Tokunaga (5/0), Ryōichi Kurisawa (2/0), Ryūki Kozawa (3/0) |
| Kawasaki Frontale    | Shin’ya Yoshihara (1/0), Hiroki Itō (10/0), Hideki Sahara (6/0), Yūsuke Igawa (4/0), Yoshinobu Minowa (10/0), Marcao (9/1), Tōru Oniki (1/0), Atsushi Yoneyama (1/0), Kazuki Ganaha (9/3), Juninho (10/6), Marcus (8/4), Magnum (2/1), Shūhei Terada (7/0), Kengo Nakamura (10/3), Taku Harada (4/0), Chong Te-se (4/0), Akira Konno (3/1), Yūsuke Mori (7/0), Yasuhiro Nagahashi (1/0), Takashi Aizawa (9/0), Masaru Kurotsu (7/3), Satoshi Hida (2/0), Hiroyuki Taniguchi (8/0), Takahisa Nishiyama (2/0)                                                                                |
| Yokohama F. Marinos  | Tatsuya Enomoto (5/0), Eisuke Nakanishi (3/0), Naoki Matsuda (9/3), Daisuke Nasu (9/1), Dutra (4/0), Yoshiharu Ueno (8/1), Hayuma Tanaka (9/2), Magrao (7/1), Tatsuhiko Kubo (4/3), Kōji Yamase (1/0), Daisuke Sakata (2/0), Takashi Hirano (6/0), Daisuke Oku (4/0), Hideo Ōshima (8/0), Takayuki Yoshida (10/0), Norihisa Shimizu (5/0), Marques (2/1), Mike Havenaar (6/0), Tetsuya Enomoto (5/0), Yūji Nakazawa (2/0), Taketo Shiokawa (3/1), Takashi Amano (1/0), Kenta Kanō (8/1), Yūzō Kurihara (8/0), Ryūji Kawai (9/0), Takanobu Komiyama (1/0)                                   |
| Ventforet Kofu       | Kensaku Abe (6/0), Michitaka Akimoto (4/0), Takuma Tsuda (3/0), Hideomi Yamamoto (4/0), Yūki Inoue (1/0), Shin’ya Nasu (4/0), Katsuya Ishihara (5/1), Kazuki Kuranuki (3/0), Daisuke Sudō (3/0), Ken Fujita (1/0), Jun Uruno (3/0), Gakuya Horii (3/0), Alair (3/0), Bare (5/1), Tomoyoshi Tsurumi (4/1), Tarō Hasegawa (2/1), Yōsuke Ikehata (1/0), Biju (4/0), Kōtarō Yamazaki (4/3), Yōhei Ōnishi (3/0), Kenta Suzuki (3/0), Kazunari Hosaka (4/0), Tsutomu Matsuda (4/0), Shingo Morita (1/0), Kentarō Hayashi (3/1), Arata Sugiyama (3/0)                                             |
| Albirex Niigata      | Takashi Kitano (4/0), Hikaru Mita (4/0), Kazuhiko Chiba (2/0), Kentarō Suzuki (4/0), Osamu Umeyama (3/0), Daisuke Aono (1/0), Silvinho (5/0), Fabinho (4/0), Edmilson (1/2), Kishō Yano (6/1), Katsuyuki Miyazawa (5/0), Takayuki Nakahara (5/1), Isao Homma (1/0), Yoshito Terakawa (5/0), Kōjirō Kaimoto (1/0), Shingo Suzuki (5/1), Keiji Kaimoto (4/0), Tetsuya Okayama (6/1), Yōsuke Nozawa (2/0), Hiroshi Nakano (6/0), Yasushi Kita (1/0), Daisuke Fujii (4/0), Atomu Tanaka (4/1), Takuya Muguruma (1/0)                                                                           |
| Shimizu S-Pulse      | Toshihide Saitō (3/0), Takahiro Yamanishi (5/0), Kazumichi Takagi (6/0), Kōta Sugiyama (3/0), Teruyoshi Itō (5/0), Kōhei Hiramatsu (2/0), Takurō Yajima (5/1), Jungo Fujimoto (5/0), Ryūzō Morioka (1/0), Akihiro Hyōdō (5/0), Jumpei Takaki (3/0), Yoshikiyo Kuboyama (5/1), Takuma Edamura (6/2), Marquinhos (5/3), Cho Jae-jin (3/0), Takumi Wada (1/0), Yōhei Nishibe (4/0), Keisuke Ōta (2/1), Shinji Okazaki (2/0), Yasuhiro Hiraoka (4/0), Daisuke Ichikawa (5/0), Naoaki Aoyama (2/0), Kaito Yamamoto (2/0)                                                                        |
| Júbilo Iwata         | Yoshikatsu Kawaguchi (3/0), Hideto Suzuki (6/0), Takayuki Chano (7/1), Kentarō Ōi (5/0), Makoto Tanaka (3/0), Toshihiro Hattori (7/0), Hiroshi Nanami (4/0), Naoya Kikuchi (8/0), Masashi Nakayama (3/1), Shō Naruoka (8/1), Norihiro Nishi (5/0), Shun Morishita (2/0), Shinji Murai (2/1), Yasumasa Nishino (2/1), Yoshiaki Ōta (8/1), Ryōichi Maeda (7/1), Kim Jin-kyu (3/0), Yōhei Satō (1/0), Robert Cullen (5/0), Takashi Fukunishi (1/0), Fabricio (7/1), Keisuke Funatani (8/3), Ken’ya Matsui (5/0)                                                                               |
| Nagoya Grampus Eight | Seigō Narazaki (2/0), Yutaka Akita (3/0), Spilar (2/0), Masayuki Ōmori (4/0), Masahiro Koga (5/0), Kōji Arimura (3/0), Naoshi Nakamura (4/0), Kim Jung-woo (4/0), Toshiya Fujita (4/0), Keiji Tamada (1/0), Kei Yamaguchi (6/2), Keiji Yoshimura (3/0), Shō Kamogawa (3/1), Takahiro Masukawa (5/1), Keita Sugimoto (5/0), Makoto Kakuda (1/0), Eiji Kawashima (4/0), Keisuke Honda (4/2), Yūsuke Sudō (3/0), Kiyohiro Hirabayashi (2/0), Shōsuke Katayama (3/0), Keiji Watanabe (1/0), Kōta Fukatsu (3/0), Akira Takeuchi (1/0), Shōhei Abe (3/0), Jun Aoyama (1/0), Tomohiro Tsuda (3/0) |
| Kyoto Purple Sanga   | Naohito Hirai (4/0), Ricardo (4/0), Kazuhiro Suzuki (2/0), Masakazu Washida (2/0), Takuya Mikami (5/0), Arata Kodama (4/0), Atsushi Mio (2/0), Alemao (5/2), Paulinho (6/1), Daisuke Hoshi (2/0), Hideaki Ikematsu (1/0), Daisuke Nakaharai (5/0), Hiroki Nakayama (2/0), Daisuke Saitō (5/0), Toshiya Ishii (2/0), Ken’ichirō Meta (5/2), Kentoku Noborio (2/0), Takenori Hayashi (2/1), Daigō Watanabe (5/1), Yūki Ōkubo (3/0), Noboru Kohara (2/0), Kōji Nishimura (2/0), Daishi Katō (3/1), Masatoshi Matsuda (4/1), Yutaka Tahara (3/1), Makoto Kakuda (1/0)                          |
| Gamba Osaka          | Sidiclei (2/0), Satoshi Yamaguchi (2/0), Fernandinho (2/0), Magno Alves (2/0), Takahiro Futagawa (2/0), Ryūji Bando (2/0), Akihiro Ienaga (2/0), Ryōta Aoki (2/0), Masafumi Maeda (2/0), Tomokazu Myōjin (2/0), Satoshi Nakayama (1/0), Yōsuke Fujigaya (2/0), Hideo Hashimoto (2/0) |
| Cerezo Osaka         | Daisuke Tada (1/0), Bruno Quadros (7/0), Hiroshige Yanagimoto (5/0), Takahiro Kawamura (2/0), Kazuya Maeda (8/0), Zé Carlos (5/2), Takuya Yamada (8/0), Hiroaki Morishima (7/1), Tatsuya Furuhashi (8/2), Pingo (5/1), Takaaki Tokushige (6/1), Takuya Kokeguchi (2/0), Yūji Miyahara (5/0), Noriyuki Sakemoto (6/0), Michiaki Kakimoto (7/1), Tetsuya Yamazaki (5/0), Akinori Nishizawa (6/4), Motohiro Yoshida (7/0), Tōmi Shimomura (7/0), Kōta Fujimoto (4/0) |
| Sanfrecce Hiroshima  | Takashi Shimoda (5/0), Kōsuke Yatsuda (4/0), Norio Omura (1/0), Dininho (1/0), Yūichi Komano (1/0), Beto (6/0), Kōji Morisaki (5/3), Kazuyuki Morisaki (1/0), Yūsaku Ueno (6/0), Ueslei (4/0), Hisato Satō (4/2), Kazuyuki Toda (5/0), Kōji Nakazato (2/0), Ri Han-jae (6/0), Kōta Hattori (5/0), Mitsuyuki Yoshihiro (4/0), Kōhei Morita (4/2), Shōgo Nishikawa (3/0), Toshihiro Aoyama (1/0), Shunsuke Maeda (1/0), Issei Takayanagi (5/0), Yūya Hashiuchi (2/0), Yōsuke Kashiwagi (1/0), Tomoaki Makino (1/0), Akihiro Satō (1/0), Shin’ichirō Kuwada (3/0)                             |
| Avispa Fukuoka       | Tōru Miyamoto (5/0), Alex (2/1), Seiji Kaneko (5/0), Mitsuru Chiyotanda (5/0), Takanori Nunobe (4/0), Kōhei Miyazaki (4/1), Roberto (3/0), Mitsunori Yabuta (3/0), Kiyokazu Kudō (4/1), Kyōhei Yamagata (2/0), Yūki Matsushita (2/0), Seiji Koga (4/0), Kōji Yoshimura (3/0), Ryūichi Kamiyama (6/0), Shin’ya Kawashima (4/0), Ryōta Arimitsu (3/1), Satoshi Nagano (4/0), Hiroyuki Hayashi (3/0), Tatsunori Yamagata (4/0), Hokuto Nakamura (2/0), Takashi Hirajima (2/0), Fumiya Iwamaru (1/0), Hisashi Jōgo (4/0), Yūsuke Tanaka (1/0), Glaucio (4/0)                                   |
| Oita Trinita         | Shūsaku Nishikawa (5/0), Takashi Miki (5/0), Yūki Fukaya (5/1), Edmilson (4/0), Takashi Umeda (3/0), Teppei Nishiyama (3/0), Shōta Matsuhashi (3/1), Osmar (6/1), Tulio (6/0), Daiki Takamatsu (5/1), Tadatoshi Masuda (4/0), Seigo Shimokawa (1/0), Yūichi Nemoto (6/0), Kazuhiro Kawata (1/0), Daisuke Takahashi (4/0), Tsukasa Umesaki (5/1), Taikai Uemoto (2/0), Yoshihiro Uchimura (4/0), Masato Yamazaki (4/0), Yōhei Fukumoto (5/0) |

## Ergebnisse

### Gruppenphase

#### Gruppe A
| Pl. | Verein              | Sp. | S | U | N | Tore    | Diff. | Punkte |
| --- | ------------------- | --- | - | - | - | ------- | ----- | ------ |
| 1.  | Urawa Reds          | 6   | 5 | 1 | 0 | 014:500 | +9    | 16     |
| 2.  | Yokohama F. Marinos | 6   | 3 | 1 | 2 | 009:800 | +1    | 10     |
| 3.  | Avispa Fukuoka      | 6   | 1 | 2 | 3 | 004:800 | −4    | 05     |
| 4.  | FC Tokyo            | 6   | 0 | 2 | 4 | 001:700 | −6    | 02     |

#### Gruppe B
| Pl. | Verein             | Sp. | S | U | N | Tore    | Diff. | Punkte |
| --- | ------------------ | --- | - | - | - | ------- | ----- | ------ |
| 1.  | Kawasaki Frontale  | 6   | 5 | 0 | 1 | 014:800 | +6    | 15     |
| 2.  | Kashima Antlers    | 6   | 3 | 0 | 3 | 012:900 | +3    | 09     |
| 3.  | Ōita Trinita       | 6   | 3 | 0 | 3 | 006:900 | −3    | 09     |
| 4.  | Kyoto Purple Sanga | 6   | 1 | 0 | 5 | 010:160 | −6    | 03     |

#### Gruppe C
| Pl. | Verein              | Sp. | S | U | N | Tore    | Diff. | Punkte |
| --- | ------------------- | --- | - | - | - | ------- | ----- | ------ |
| 1.  | JEF United Chiba    | 6   | 4 | 1 | 1 | 010:700 | +3    | 13     |
| 2.  | Shimizu S-Pulse     | 6   | 2 | 2 | 2 | 008:800 | ±0    | 08     |
| 3.  | Albirex Niigata     | 6   | 1 | 3 | 2 | 007:800 | −1    | 06     |
| 4.  | Sanfrecce Hiroshima | 6   | 1 | 2 | 3 | 007:900 | −2    | 05     |

#### Gruppe D
| Pl. | Verein               | Sp. | S | U | N | Tore    | Diff. | Punkte |
| --- | -------------------- | --- | - | - | - | ------- | ----- | ------ |
| 1.  | Cerezo Osaka         | 6   | 3 | 3 | 0 | 008:500 | +3    | 12     |
| 2.  | Júbilo Iwata         | 6   | 3 | 1 | 2 | 010:900 | +1    | 10     |
| 3.  | Ventforet Kofu       | 6   | 2 | 2 | 2 | 008:700 | +1    | 08     |
| 4.  | Omiya Ardija         | 6   | 2 | 1 | 3 | 009:100 | −1    | 07     |
| 5.  | Nagoya Grampus Eight | 6   | 0 | 3 | 3 | 006:100 | −4    | 03     |

### Finalrunde

#### Viertelfinale
|                   | Gesamt |                     | Hinspiel | Rückspiel |
| ----------------- | ------ | ------------------- | -------- | --------- |
| Júbilo Iwata      | 1:4    | Yokohama F. Marinos | 1:2      | 0:2       |
| Gamba Osaka       | 0:2    | Kashima Antlers     | 0:0      | 0:2       |
| JEF United Chiba  | 8:4    | Cerezo Osaka        | 5:2      | 3:2       |
| Kawasaki Frontale | 5:5    | Urawa Reds          | 3:4      | 2:1       |

#### Halbfinale
|                     | Gesamt |                   | Hinspiel | Rückspiel |
| ------------------- | ------ | ----------------- | -------- | --------- |
| Yokohama F. Marinos | 2:2    | Kashima Antlers   | 0:1      | 2:1       |
| JEF United Chiba    | 5:4    | Kawasaki Frontale | 2:2      | 3:2       |

#### Finale
|                 | Ergebnis |                  |
| --------------- | -------- | ---------------- |
| Kashima Antlers | 0:2      | JEF United Chiba |